# Zacky Anwar Makarim
Zacky Anwar Makarim (arabisch زكي أنور مكارم, * 14. April 1948 in Jakarta, Indonesien) ist ein ehemaliger Infanterieoffizier der indonesischen Armee. Zuletzt hatte er den Rang eines Generalmajors.

## Werdegang
Zacky absolvierte 1971 die Militärakademie der Streitkräfte der Republik Indonesien in Magelang und wurde 1972 als Kadett Zugführer. 1975 wurde Zacky Oberleutnant, Kompaniechef RPKAD (paracommando). 1976, 1979 und 1980 war er gegen die Organisasi Papua Merdeka (OPM) vor allem im nachrichtendienstlichen Einsatz. In dieser Zeit stieg Zacky zum Hauptmann auf. 1978 wurde er als Kopassus-Offizier das erste Mal nach Osttimor entsandt, das Indonesien 1976 als Timor Timur annektiert hatte. Zwischen 1983 und 1989 war er wiederholt hier stationiert. In dieser Zeit wurde Zacky zum Major und dann zum Oberstleutnant befördert. Außerdem erhielt er insgesamt sechs Auszeichnungen.
Von 1991 bis 1994 war Zacky Nachrichtendienstassistent (KodarrtJakafta Raya). Im Juni 1994 wurde er stellvertretender Kommandeur der Aufklärungseinheit des Militärgeheimdienstes Badan Intelijen ABRI (BIA), 1995 Direktor der Einheit. Im März erfolgte die Beförderung zum Brigadegeneral, 1996 erster Assistent des Sicherheitsdienstes des Stabschefs der Armee und am 14. August 1997 schließlich Chef des BIA.
Nachdem Indonesiens Diktator Suharto im Mai 1998 zurückgetreten war, wurde Zacky durch eine gemeinsame Kommission von Regierung und Zivilgesellschaft (TPGF) zu seiner Rolle bei verschiedenen Fällen von Menschenrechtsverletzungen durch das Militär befragt. Zu den Vorkommnissen gehörten die Entführung von Aktivisten, die Ermordung von Studenten und die Anstiftung der Unruhen in Jakarta im Mai 1997. Im November 1999 folgte eine weitere Befragung durch den speziellen parlamentarischen Ausschuss (Pansus) zu Übergriffen während seines Aufenthalts in Aceh zwischen 1991 und 1992.
Am 4. Januar 1999 wurde Zacky durch Generalleutnant Tyasno Sudarto ersetzt, einen Vertrauten des Chefs der Streitkräfte General Wiranto. Zacky erhielt zunächst einen nicht näher definierten, formellen Posten als Senior-Offizier im Militärhauptquartier.

## Wirken in Osttimor 1998/1999
Nachdem man sich mit den Vereinten Nationen am 5. Mai auf die Abhaltung eines Unabhängigkeitsreferendums in Osttimor 1999 geeinigt hatte, schuf der Minister für Politik und Sicherheit Feisal Tanjung am 11. Mai die Task Force zur Sicherung des Erfolgs der Etablierung der Sonderautonomie-Stellungnahme für Osttimor (indonesisch Satgas Pengamanan Pensuksesan Penenfuan Pendapat Otonomi Khusus Timtim P4OKT). Offizieller Auftrag war die Überwachung der Sicherheitsmaßnahmen für das Referendum. Da Zacky (inzwischen Generalmajor) als Geheimdienstagent ebenfalls zu der Task Force gehörte, geht man davon aus, dass der Schwerpunkt mehr auf der Überwachung lag. Zacky war 1999 der ranghöchste Offizier der Streitkräfte in Osttimor. Bereits seit Juli 1998 stellte Zacky mit der Armee pro-indonesische Milizen auf. Sie gehörten zum Plan zum Vorgehen im nach Unabhängigkeit strebenden Osttimor, den er mit Generalmajor Sjafrie Sjamsoeddin erarbeitet hatte. Am 23. Februar 1999 hatte Zacky, zusammen mit Generalmajor Adam Damiri und Tono Suratman, den Chef der Unabhängigkeitsbewegung Xanana Gusmão im Gefängnis in Jakarta besucht. Es war der erste von mehreren Besuchen. Gusmão erzählte später, Zacky hätte ihm erklärt, er könne „den Verlust von Osttimor nicht akzeptieren.“ Gusmão habe die Strategien Zackys dazu vorhersehen können.
Ab dem 14. April residierte Zacky in Osttimors Hauptstadt Dili. Er leitete hier ein kleines Team aus ihm, Generalmajor Kiki Syahnakri und Brigadegeneral Glenny Kairupan, das als parallele Kommandostruktur neben der offiziellen der Armee beschrieben wird, aufgebaut zur Aufstandsbekämpfung aus dem Verborgenen heraus. Am 17. April nahm Zacky an einer Parade der Milizen teil. Dem folgte das Massaker im Haus des Politikers Manuel Carrascalão mit mindestens 19 Toten.
Mit dem Präsidialerlass Keppes 43/1999 wurde am 17. Mai 1999 die Taskforce für die Durchführung des Volkskonsultation in Osttimor (indonesisch Panitia Penentuan Pendapat Timor Timur P3TT) geschaffen. Hier hatte das Außenministerium einen größeren Einfluss. Hier wurde Zacky auf Anordnung von Wiranto als Sicherheitsberater Mitglied, womit er dem Oberbefehlshaber direkt unterstellt war. Zacky wurde außerdem zum Hauptverbindungsoffizier der Streitkräfte Indonesiens und der Mission der Vereinten Nationen in Osttimor (UNAMET) ernannt.
Ende April 1999 soll der Milizenführer Lafaek Saburai zusammen mit Hercules Rosario Marçal oder Manuel de Sousa im Auftrag von Zacky an einem Mordkomplott gegen den Unabhängigkeitsbefürworter Mario Carrascalão beteiligt gewesen sein. Carrascalão floh aufgrund der Berichte über das Komplott von Indonesien nach Portugal.
Zacky hielt in ganz Osttimor Treffen mit Integrationsbefürwortern und Milizenchefs ab. Dabei ermutigte er die Anwesenden sowohl zu, „politischen“ als auch zu „physischen“ Taktiken, um einen Erfolg bei der Abstimmung zu erzielen. Bei solchen Treffen wurden auch die Möglichkeit eines „Bürgerkrieges“ und die Bewaffnung der Milizen besprochen. Zacky selbst gab bei der Befragung durch die indonesische Untersuchungskommission zu den Menschenrechtsverletzungen in Osttimor KPP-HAM an, dass die Waffen für die Milizen beim Militär gelagert wurden und bei Bedarf von den Milizen dort abgeholt werden konnten. Laut Milizenchef Eurico Guterres war dieser Moment erreicht, als das Endergebnis des Referendums verkündet wurde. Im Juni unterstützte Zacky nach Zeugenaussagen Abílio Araújo bei der Gründung der Partido Nasionalista Timorense (PNT). Die Partei sprach sich beim Referendum für die Autonomielösung für Osttimor innerhalb Indonesiens aus (pro-integrasi).
Bei einem Inspektionsbesuch von Feisal Tanjung am 12. Juli kritisierte General Wiranto Zacky und seinen Stellvertreter Glenny Kairupan für die ungenügende Kontrolle der Milizen, welche das indonesische Militär im Ausland in Verlegenheit bringen würde. Wiranto gab hier die Meinung von Indonesiens Präsidenten Habibie wieder.
Wenige Tage vor dem Wahltag am 30. August 1999 kam es in Maliana und Suai zu Übergriffen. Eine US-Delegation unter Führung des Senators Tom Harkin beschwerte sich in ihrem wütenden Bericht bei Präsident Habibie, so dass Zacky als Verbindungsoffizier durch Konteradmiral Yoost F. Mengko ersetzt wurde. Auch die Militärkommandanten der Distrikte Bobonaro (Oberstleutnant Burhanuddin Siagian) und Cova Lima (Oberstleutnant Ahmad Masagus) wurden ausgetauscht. Allerdings war Zacky weiterhin Mitglied der P3TT und tauchte bereits am 28. August wieder in Maliana auf und auch die abgesetzten Kommandanten waren in der Gewalt nach dem Wahltag wieder vor Ort aktiv, so dass es fraglich ist, ob die Absetzungen je umgesetzt wurden.
Bei der Operation Donner, der Vergeltungsaktion gegen die osttimoresische Bevölkerung nach dem erfolgreichen Unabhängigkeitsreferendum sollen Zacky und Adam Damiri Schlüsselpositionen im Kommando gehabt haben. Zacky begann bereits am Tag der Abstimmung mit den konkreten Planungen zur Zerstörung von Osttimor, als klar wurde, wie das Ergebnis des Referendums ausfallen würde. Laut Zeugenaussagen war Zacky bei einem Treffen zwischen Agenten des Militärgeheimdienstes und Milizenchefs anwesend, als der Befehl erteilt wurde, alle Gebäude zu zerstören und alle Unabhängigkeitsbefürworter zu ermorden, wenn das Ergebnis zugunsten der Unabhängigkeit ausfiele. Am 1. September fiel auf einer Sitzung, an der unter anderem auch Generalmajor Sjamsoeddin teilnahm, der Beschluss für Operation Donner.
Nach der Bekanntgabe des Ergebnisses am 4. September begannen Armee, Polizei und Milizen mit den Morden und der Zerstörung der Infrastruktur. Nach Untersuchungen der Empfangs-, Wahrheits- und Versöhnungskommission von Osttimor (CAVR) wurden etwa 1400 bis 1500 Menschen ermordet. Etwa 280.000 Osttimoresen, ein Viertel der Bevölkerung, wurden von indonesischen Sicherheitskräften nach Westtimor zwangsevakuiert, ein Teil von ihnen war auch selbst geflohen. Sie sollten nach den Plänen der Hintermänner im Militär weiter in ganz Indonesien zerstreut werden. 200.000 Osttimoresen waren innerhalb des Landes auf der Flucht. Nach der Ausrufung des Kriegsrechts wurde Generalmajor Kiki Syahnakri am 8. September zum neuen Territorialkommandeur ernannt. Der Offizier der Kostrad gehörte zu Zackys Team. Die Angriffe auf die Bevölkerung erreichten daraufhin ihren Höhepunkt. Am 15. September einigten sich Indonesien mit den Vereinten Nationen auf einen Abzug seiner Streitkräfte und der Entsendung einer Internationalen Eingreiftruppe, die am 20. September in Osttimor eintraf. Am 1. November zog sich der letzte indonesische Soldat aus Osttimor zurück. Zacky soll im Nachhinein in Jakarta mit Lafaek Saburai über Pläne gesprochen haben, in Indonesien verbliebene Unabhängigkeitsbefürworter aus Osttimor zu eliminieren.
Als Zeuge vor der KPP-HAM gab Zacky Antworten, die ein Menschenrechtsanwalt als „mysteriös“ bezeichnete. So konnte Zacky keine Aussagen machen, an welchen Vorgesetzten er Berichte über sein Handeln in Osttimor abzugeben hatte. Die KPP-HAM empfahl Ermittlungen gegen 32 Personen, wegen Verbrechen gegen die Menschlichkeit. Zu diesen gehört auch Generalmajor Zacky und 16 weitere Angehörige des indonesischen Militärs. Im Oktober 2000 wurde er wegen seiner Rolle bei dem Angriff auf die Zentrale der politischen Partei PDI im Juli 1996 als Verdächtiger benannt.
Zacky war 1999 nach seinem Einsatz in Osttimor in das Hauptquartier der Streitkräfte in Jakarta zurückberufen worden und fungierte nun als Leiter des Zentrums für die Koordinierung der Wahrung von Recht und Sicherheit. Dessen Aufgabe war die rechtliche Verteidigung gegen die Anschuldigungen gegen das Militär für das Chaos in Osttimor zu organisieren. Mit Hilfe der bekanntesten Anwälte Indonesiens gelang es Zacky, dass er nicht auf die Liste der Verdächtigen des Generalstaatsanwalts kam. Auf Druck aus dem Ausland (einschließlich den USA) hin wurde Zacky schließlich in den Ruhestand versetzt.
Ermittlern erklärte Zacky, die P3TT hätte gute Arbeit beim Schutz des Referendums geleistet, aber die Menschen seien einfach gewalttätig. Außerdem habe die UNAMET die osttimoresische Guerillabewegung FALINTIL, deren Mitglieder sich in Sammellagern zusammengefunden hatten, mit Waffen versorgt. Grund für die Gewalt sei der Betrug durch die UNAMET gewesen. Noch 2007 warf Zacky der UNAMET weiterhin vor, sie sei nicht neutral gewesen. Gewalt gegen Pro-Integration-Befürworter sei ungestraft geblieben und Zacky sprach von UN-Mitarbeitern, die ausgefüllte Stimmzettel dabei gehabt hätten. Allerdings weigerte sich Zacky, Beweise vorzulegen, die er behauptete zu besitzen.

## Sonstiges
Zacky ist Vater einer Tochter. Er selbst ist der jüngere Bruder von Nono Anwar Makarim, einem bekannten indonesischen Anwalt. Die Eltern waren der Notar Anwar Makarim, der arabisch-minangkabauischer Abstammung war, und seine arabisch-indonesische Frau.
Zacky soll enge Beziehungen zur inzwischen verbotenen Front Pembela Islam gehabt haben.